# Diego Hypólito
Diego Matias Hypólito, né le 19 juin 1986 à Santo André au Brésil, est un gymnaste brésilien.  Il est le frère de la gymnaste Daniele Hypólito.

## Palmarès

### Jeux olympiques
- Rio de Janeiro 2016
  -  au sol
- Pékin 2008
  - 6e au sol

### Championnats du monde
- Anaheim 2003
  - 4e au sol
- Melbourne 2005
  -  médaille d'or au sol
- Aarhus 2006
  -  médaille d'argent au sol
  - 5e au saut de cheval
- Stuttgart 2007
  -  médaille d'or au sol
- Tokio 2011
  -  médaille de bronze au sol

### Télévision
- 2021: Show dos Famosos 4
- 2025: Big Brother Brasil 25